# Монсеньйор-Новель
Монсеньйор-Новель (ісп. Monseñor Nouel) — провінція Домініканської Республіки. Була відокремлена від провінції Ла-Вега в 1982 році.

## Місцеві та регіональні муніципальні райони
Провінція розділена на три муніципалітети (municipio), а в межах муніципалітетів - на сім муніципальних районів (distrito municipal - DM):
- Бонао
  - Арройо-Торо-Масіпедро (D.M.)
  - Ла-Сальвія-Лос-Кемадос (D.M.)
  - Сабана-дель-Пуерто (D.M.)
  - Хаяко (D.M.)
  - Хума-Бехукаль (D.M.)
- Маймон
- П'єдра-Бланка
  - Вілья-Сонадор (D.M.)
  - Хуан-Адріан (D.M.)

Населення по муніципалітетам на 2012 рік (відсортована таблиця):
| № | Назва                       | Загальне населення | Міське населення | Сільське населення |
| - | --------------------------- | ------------------ | ---------------- | ------------------ |
| 1 | Бонао                       | 158 034            | 97 990           | 60 044             |
| 2 | Маймон                      | 18 655             | 14 069           | 4586               |
| 3 | П'єдра-Бланка               | 24 785             | 16 090           | 8695               |
|   | Провінція Монсеньйор-Новель | 201 474            | 120 754          | 80 720             |